# ハミング重み
ハミング重み（ハミングおもみ、英: Hamming weight）とは、シンボル列中の 0 以外のシンボルの個数である。典型的には、ビット列中の1の個数として使われる。

## 概要
ハミング重みは、情報理論や符号理論、暗号理論を含めた複数の分野で使用されている。
ハミング重みは、0 だけからなるシンボルとのハミング距離と等しい。
この用語は、リチャード・ハミングにちなんで命名された。

## 例
- シンボル：{0,1} シンボル列："0"のとき、ハミング重みは 0 である。
- シンボル：{0,1} シンボル列："11101"のとき、ハミング重みは 4 である。
- シンボル：{' ','A'-'Z'} シンボル列："MAKE A SENSE"のとき、ハミング重みは 10 である。